# زينب قندوسي
زينب قندوسي ولدت في 16 مارس/أذار 1994 هي لاعبة كرة قدم جزائرية محترفة تلعب كمدافعة لنادي فينيكس في دوري الدرجة الأولى السعودي للسيدات والمنتخب الجزائري.

## المسيرة الكروية
بدأت قندوسي رحلتها الكروية في سن الخامسة وانضمت إلى نادي آفاق غليزان في الرابعة عشرة من عمرها، لَعبت من عام 2009 إلى عام 2013. خلال هذهِ الفترة، فازت بخمس بطولات جزائرية، أربع كؤوس جزائرية، ودورتين مغاربيتين. انتقلت في عام 2013 إلى Association sportive Intissar Oran ، وحصد كأس الجزائر تحت 20 سنة، قبل الانتقال إلى Association sportive de la Sûreté nationale من عام 2014 إلى عام 2018، حيث أضافت كأسين إضافيين وكأس الدوري إلى إنجازاتها.
شاركت في يوليو/تموز 2021 مع آفاق غليزان في تصفيات دوري أبطال أفريقيا للسيدات الافتتاحية وسجلت هدفًا ضد AS Banque de l'Habitat.
أعلن الاتحاد في 16 مايو/أيار 2024، عن التعاقد مع قندوسي. شاركت مع النادي في النسخة الافتتاحية من دوري أبطال آسيا للسيدات.

## المسيرة الدولية
قندوسي هي لاعبة دولي جزائري حالي تمثل المنتخب الجزائري على المستوى الأول منذ عام 2010. خلال هذه الفترة، ضُمت إلى التشكيلة النهائية لكأس الأمم الأفريقية للسيدات 2018، بطولة اتحاد شمال أفريقيا للسيدات 2020، وكأس العرب للسيدات 2021.

## الأوسمة
عفك غليزان
- بطولة الجزائر للسيدات: 2009-10، 2010-11، 2011-12، 2012-13، 2013-14
- كأس الجزائر للسيدات: 2009-10، 2010-11، 2011-12، 2012-13

الأمن الوطني
- كأس الجزائر للسيدات: 2014–15، 2016–17
- كأس الرابطة الجزائرية للسيدات: 2017–18

الاتحاد
- الدوري النسائي الأردني للمحترفين: 2024
- كأس الأردن للسيدات: 2024

## روابط خارجية
- زينب قندوسي  على سكروي
- زينب قندوسي على الأرشيف الرياضي العالمي

- Zeyneb Kandouci at FBref.com